# 万安国
万安国（454年—476年），北魏大臣。代人。世代为酋帅。

## 生平
万安国少年时明敏有姿貌，娶河南公主，拜驸马都尉。转任散骑常侍。魏献文帝拓跋弘继位后，万安国特受荣宠，常与皇帝同卧起，为他立宅第，获得丰厚赏赐，历任为大司马、大将军，封安城王。承明元年（476年），因与神部长奚买奴有矛盾，于苑中矫诏杀买奴。魏孝文帝元宏大怒，将他赐死。时年二十三岁。

## 家族

### 祖父
- 万真，世为酋帅，率部民从魏太武帝征伐，以功任平西将军、封敦煌公，转任骠骑大将军、仪同三司。

### 父
- 万振，尚高阳长公主，拜驸马都尉。转任散骑常侍、宁西将军、长安镇将，赐爵冯翊公。

### 母
- 高阳长公主

### 子
- 万翼，袭王爵。太和十五年（491年）去世。魏孝文帝因为万安国在献文帝时受宠，特赠并州刺史。

### 孙
- 万纂，字辅兴，万翼子，袭爵，依例降为公。魏宣武帝时，起家司徒仓曹参军。转任南秦平西府司马、护军长史，加右军将军。正光二年（521年）卒。赠假节、征虏将军、荆州刺史。

### 曾孙
- 万金刚，万纂子，袭爵。武定末年，担任开府祭酒。北齐受禅，爵例降。

## 延伸阅读
[在维基数据编辑]
 《魏書·卷34》，出自魏收《魏书》
 《北史·卷025》，出自李延壽《北史》